# Mieszek włosowy

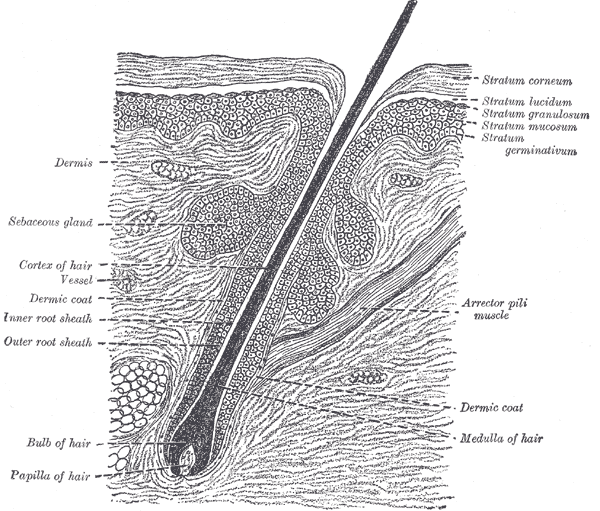
Ilustracja ukazująca przekrój przez skórę
(z zaznaczonym także mieszkiem włosowym)

Mieszek włosowy – wąska rurka w skórze, z której wyrasta włos. Na dnie mieszków leżą obszary dobrze unerwione i ukrwione (jest to miejsce aktywności tkankowej). Są one nazywane brodawkami włosowymi. Każdą otacza macierz zarodkowa, która składa się z aktywnie mnożących się komórek włosowych. Kiedy rozwijają się nowe komórki włosowe, najniższa część włosa kształtuje się w cebulce włosowej. Komórki rosną, wybijając się z mieszka, aż w końcu pojawiają się na powierzchni skóry jako włókna włosowe. Komórki stopniowo twardnieją i umierają. Włos jest uformowany z martwej tkanki, ale zachowuje sprężystość dzięki swej budowie chemicznej i zawartości keratyny.